# Ríbnoie
Ríbnoie (en rus: Рыбное) és un poble de l'óblast de Sakhalín, a Rússia, el 2013 tenia 64 habitants.